# Chiesa di San Lorenzo (Pinzolo)
La chiesa di San Lorenzo è la parrocchiale di Pinzolo in Trentino. Rientra nella zona pastorale delle Giudicarie dell'arcidiocesi di Trento e risale al XVI secolo.

## Storia
La consacrazione della prima cappella dedicata a san Lorenzo a Pinzolo avvenne nel 1501 e la sua citazione ufficiale del 1537 si trova negli atti della visita pastorale del principe vescovo di Trento Bernardo Clesio. In seguito il luogo di culto venne giudicato troppo angusto e durante la riunione dei regolani del luglio 1765 venne decisa la costruzione di una nuova chiesa. Il progetto venne affidato a Pietro Bianchi e il cantiere venne aperto dai fratelli Cometti di Como assistiti anche da manovalanza locale lo stesso anno e già due anni dopo si era arrivati alle coperture.
Le decorazioni ad affresco della parte presbiteriale furono realizzate dal veronese Bartolomeo Zeni e mentre quelle a stucco furono applicate da Francesco Cometti, nel 1770.
La nuova chiesa ebbe la concessione della custodia eucaristica nel 1771, qui trasferita dalla chiesa di San Vigilio, e nello stesso tempo venne elevata a dignità curaziale. La facciata venne ultimata entro il 1778 e la pavimentazione interna nel 1781.
La solenne consacrazione del nuovo tempio fu celebrata il 21 agosto 1837 e circa venti anni dopo la pavimentazione della sala fu sostituita con una formata da lastre di granito. Entro il 1867 fu costruita anche la torre campanaria. Nel 1907 venne elevata a dignità di chiesa parrocchiale. Durante il primo dopoguerra del XX secolo Matteo Tevini decorò ad affresco il presbiterio e nell'immediato secondo dopoguerra venne ricostruita la parte apicale del campanile danneggiata ormai da oltre trent'anni.
Attorno al 1970 è stato iniziato l'adeguamento liturgico che ha comportato l'eliminazione del fonte battesimale cinquecentesco sostituito da uno nuovo. Nel 1998 l'adeguamento è stato completato con il nuovo altare postconciliare, l'ambone e la sede. Le balaustre sono rimaste. La custodia eucaristica è stata mantenuto sull'altare maggiore storico.

## Descrizione

### Esterni

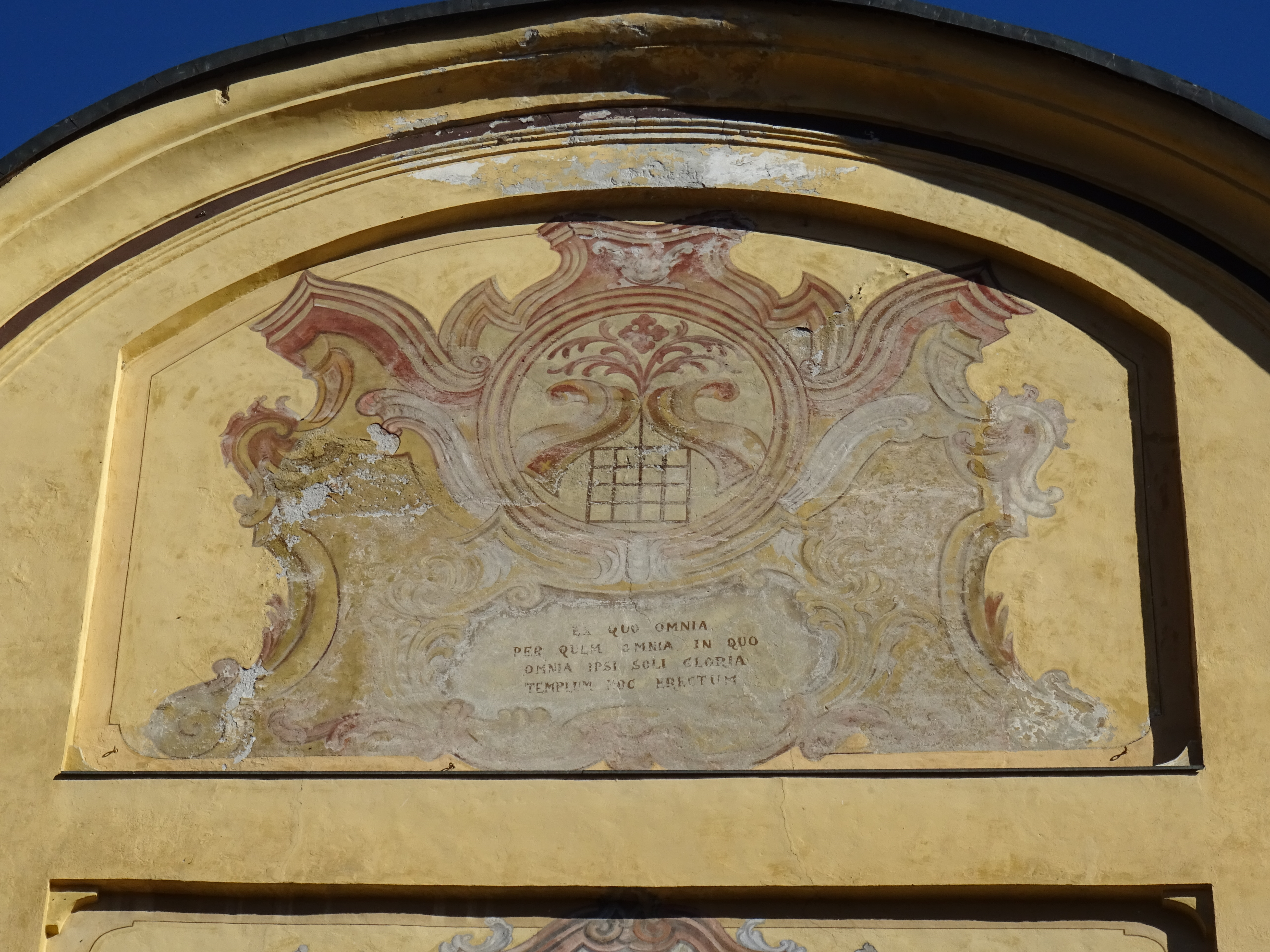
Affresco nel frontone curvilineo della facciata.

La chiesa parrocchiale mostra orientamento tradizionale verso est e si trova quasi al centro dell'abitato di Pinzolo. Il prospetto principale è divisa in tre settori verticali da quattro lesene e in due piani orizzontali più il frontone curvilineo da cornici leggermente più sottili delle lesene. Il settore inferiore è il più ampio, con il grande portale in cornice architravata e compreso tra colonne che reggono un frontone curvilineo che ricorda il motivo superiore della facciata. In tutti i riquadri sono presenti decorazioni ad affresco e anche la finestra nel secondo settore, al centro, è compresa in un affresco che le fa da cornice. La torre campanaria, progettata da Leopoldo de Claricini e costruita in granito, si trova staccata dalla struttura, in posizione arretrata sulla sua destra e raggiunge i 72 metri di altezza e la copertura è a piramide acuta su base ottagonale. La cella si apre con quattro finestre a monofora.

### Interni

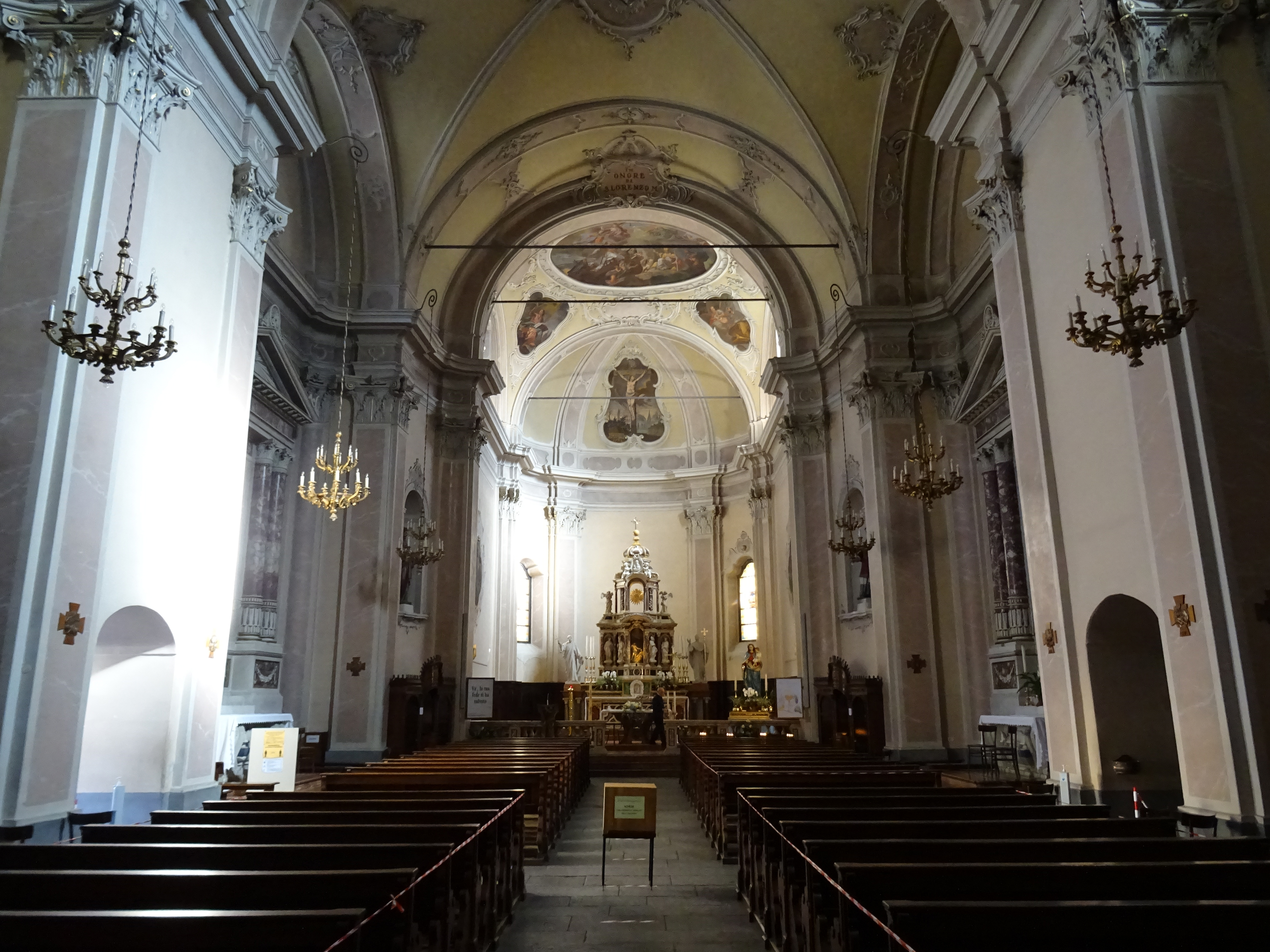
Interno della navata
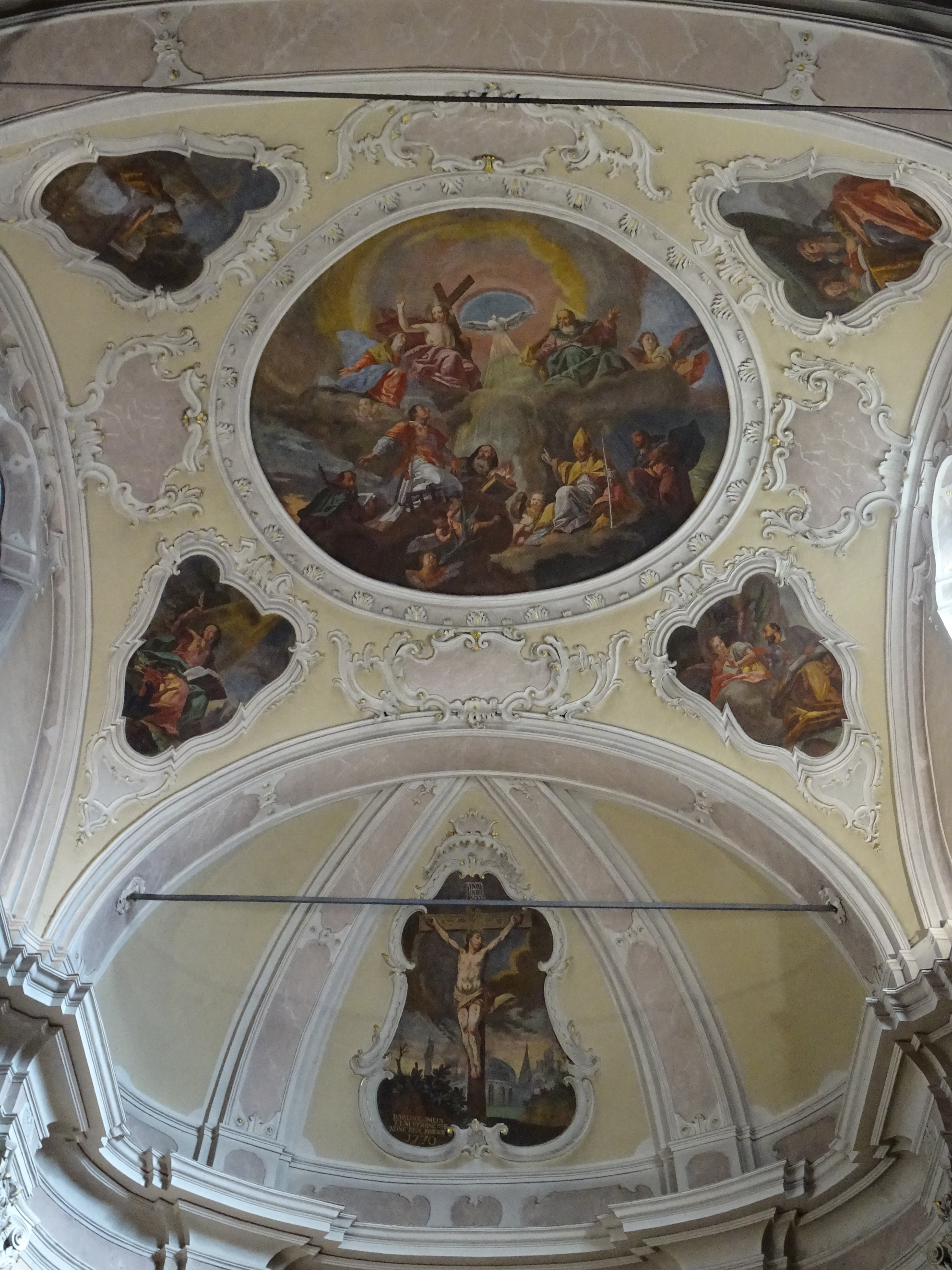
Volte affrescate di presbiterio e abside
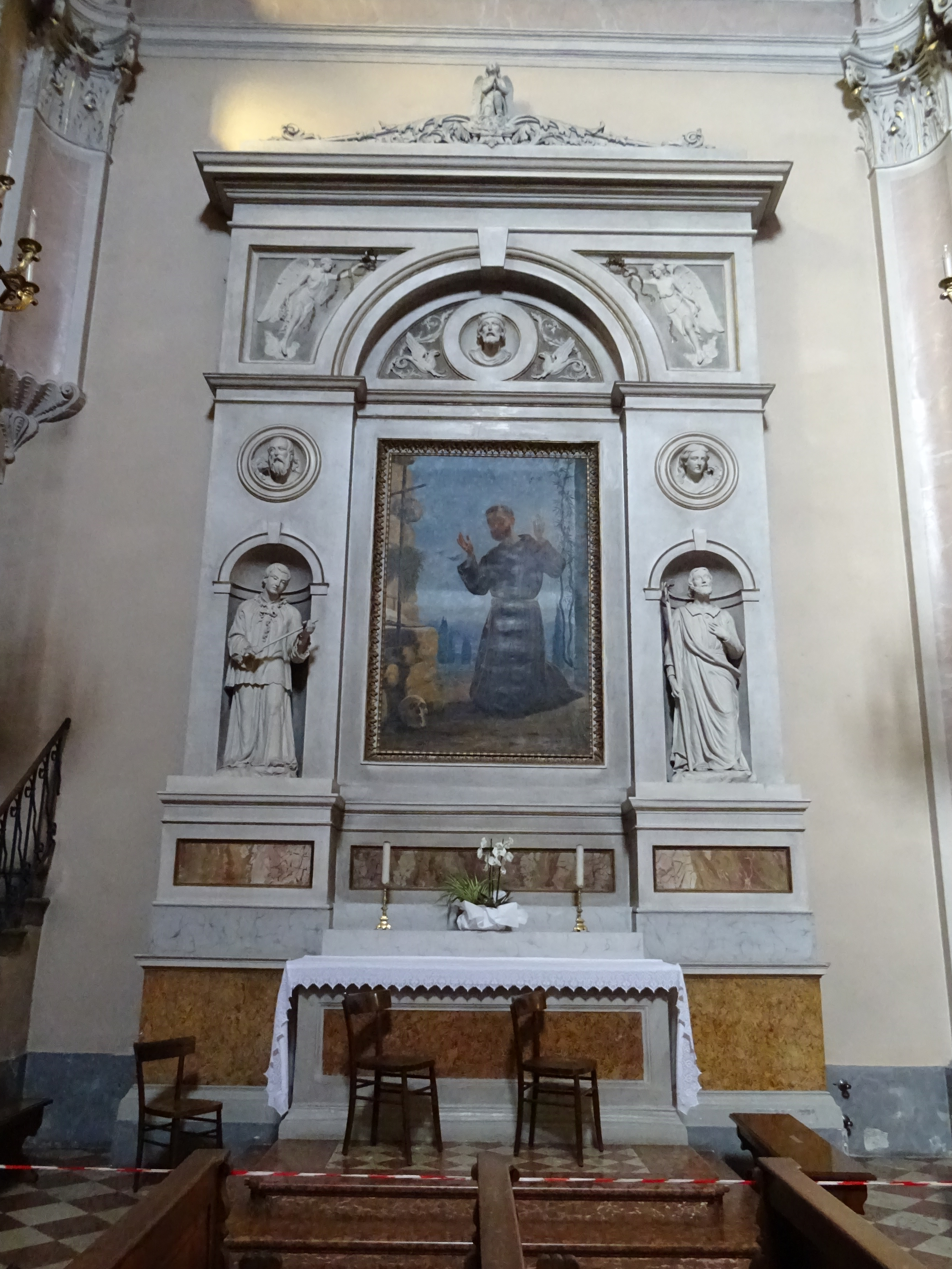
Altare sinistro con tela che raffigura San Francesco
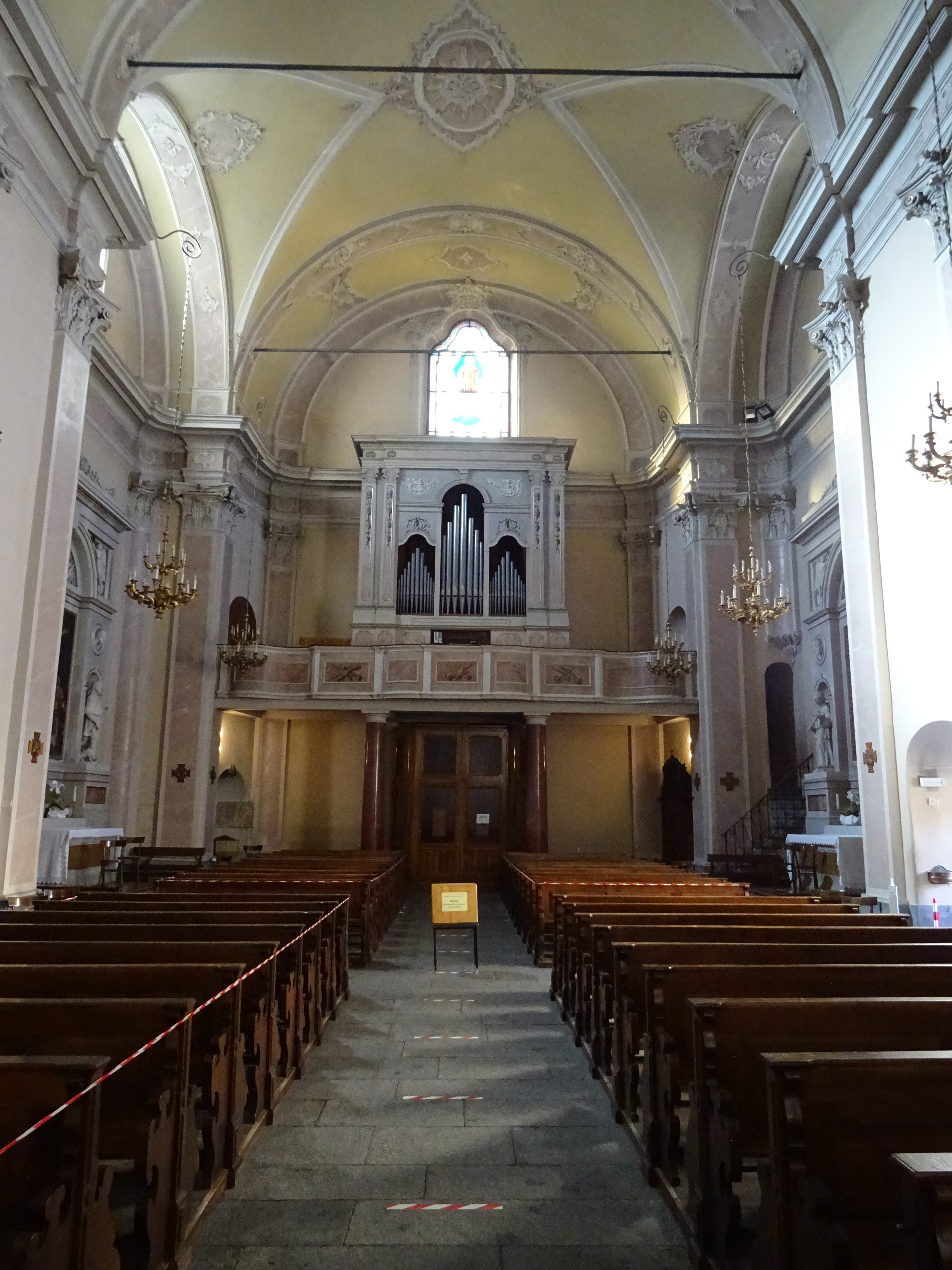
Controfacciata con organo a canne

La navata interna è unica con volta a botte e bipartita in campate con cappelle laterali. Il presbiterio è leggermente rialzato.
Gli affreschi interni sono opera di Bartolomeo Zeni, i medaglioni di Giovan Battista Chiocchetti e le decorazioni della navata sono di Matteo Tevini. La tela nel primo altare laterale a sinistra che raffigura San Francesco è del roveretano Vittorio Casetti. L'organo a canne in controfacciata è stato costruito dalla ditta Zarantonello di Cornedo vicentino.